# 筒井俊英
筒井 俊英（つつい としひで、1969,6-) は、英進館の代表取締役社長である。

## 経歴
久留米大学附設高等学校卒業（英進館として初めての附設高校合格者になる。）。1988年東京大学工学部入学、建築の勉強をする傍ら、司法試験の予備校にも通う。1992年英進館へ入社、三年間数学教師として勤務。
1995年九州大学医学部医学科を首席で卒業する。2001年九州大学付属病院にて医師として勤務。2002年再び英進館へ復帰。2004年取締役社長に就任。
2010年株式会社鯉城学院代表取締役社長に就任。2018年紺綬褒章受賞。
2019年公益社団法人　全国学習塾協会　副会長に就任。
現在も教鞭を執りながら、数学の教師として教壇に立ち続けている。